# 莫伊国际机场
莫伊国际机场是肯尼亚共和国第二大城市、最大港口城市蒙巴萨的国际机场，是该国仅次于首都内罗毕的乔莫·肯雅塔国际机场的第二大机场，以该国第二任总统丹尼尔·阿拉普·莫伊的名字命名。